# Viviers-le-Gras
Viviers-le-Gras är en kommun i departementet Vosges i regionen Grand Est (tidigare regionen Lorraine) i nordöstra Frankrike. Kommunen ligger i kantonen Monthureux-sur-Saône som tillhör arrondissementet Épinal. År 2022 hade Viviers-le-Gras 182 invånare.

## Befolkningsutveckling
Antalet invånare i kommunen Viviers-le-Gras
| Referens: INSEE |